# VOCALIST 4
『VOCALIST 4』（ヴォーカリスト・フォー）は、德永英明の4枚目のカバー・アルバム。2010年4月20日発売。発売元はユニバーサルシグマ。

## 解説
『VOCALIST 3』以来、約2年8ヶ月ぶりとなるカバー・アルバム。

## チャート成績
2009年発売のオリジナル・アルバム『WE ALL』以来、約1年ぶりにオリコン週間アルバムチャートで1位を獲得した。
本作品の1位獲得により、德永は1980年代から2010年代までの4つの西暦10年代連続でアルバム首位を獲得した（1980年代：『BIRDS』、1990年代：『JUSTICE』、『Revolution』、2000年代：『VOCALIST 3』、『WE ALL』）。男性アーティストによる4年代連続のアルバム首位獲得は、德永がオリコン史上初である（女性アーティストを含めると、1970年代から2000年代までの4年代連続でアルバム首位を獲得した松任谷由実以来、2組目となる）。
同チャートで自身初の4週連続1位を獲得。これは安室奈美恵が『BEST FICTION』（6週連続）以来の記録であり、男性歌手ではコブクロの『5296』、男性ソロでは杉山清貴の『realtime to paradise』以来の記録となった。
他歌手のカバー・アルバムとしてはオリコン史上初の4週連続首位獲得作品となった（本作品以前の最長連続首位獲得作品は吉田拓郎の『ぷらいべえと』、德永の『VOCALIST 3』の2作品で、いずれも2週連続）。

## 収録曲
全曲編曲：坂本昌之
| #   | タイトル                                           | 作詞                  | 作曲         |
| --- | -------------------------------------------------- | --------------------- | ------------ |
| 1.  | 「時の流れに身をまかせ」(テレサ・テンのカヴァー)   | 荒木とよひさ          | 三木たかし   |
| 2.  | 「赤いスイートピー」(松田聖子のカヴァー)           | 松本隆                | 呉田軽穂     |
| 3.  | 「First Love」(宇多田ヒカルのカヴァー)             | 宇多田ヒカル          | 宇多田ヒカル |
| 4.  | 「翳りゆく部屋」(荒井由実のカヴァー)               | 荒井由実              | 荒井由実     |
| 5.  | 「セーラー服と機関銃」(薬師丸ひろ子のカヴァー)     | 来生えつこ            | 来生たかお   |
| 6.  | 「誰より好きなのに」(古内東子のカヴァー)           | 古内東子              | 古内東子     |
| 7.  | 「あばよ」(研ナオコのカヴァー)                     | 中島みゆき            | 中島みゆき   |
| 8.  | 「月光」(鬼束ちひろのカヴァー)                     | 鬼束ちひろ            | 鬼束ちひろ   |
| 9.  | 「やさしさで溢れるように」(JUJUのカヴァー)         | 小倉しんこう 亀田誠治 | 小倉しんこう |
| 10. | 「未来へ」(Kiroroのカヴァー)                       | 玉城千春              | 玉城千春     |
| 11. | 「待つわ」(あみんのカヴァー)                       | 岡村孝子              | 岡村孝子     |
| 12. | 「あの鐘を鳴らすのはあなた」(和田アキ子のカヴァー) | 阿久悠                | 森田公一     |
| 13. | 「未来予想図」(DREAMS COME TRUEのカヴァー)         | 吉田美和              | 吉田美和     |

| #   | タイトル                                       | 作詞・作曲 |
| --- | ---------------------------------------------- | ---------- |
| 14. | 「ラヴ・イズ・オーヴァー」(欧陽菲菲のカヴァー) | 伊藤薫     |

| #  | タイトル                   | 作詞                  | 作曲         |
| -- | -------------------------- | --------------------- | ------------ |
| 1. | 「時の流れに身をまかせ」   | 荒木とよひさ          | 三木たかし   |
| 2. | 「赤いスイートピー」       | 松本隆                | 呉田軽穂     |
| 3. | 「やさしさで溢れるように」 | 小倉しんこう 亀田誠治 | 小倉しんこう |